# Asygyna coddingtoni
Asygyna coddingtoni är en spindelart som beskrevs av Ingi Agnarsson 2006. Asygyna coddingtoni ingår i släktet Asygyna och familjen klotspindlar.
Artens utbredningsområde är Madagaskar. Inga underarter finns listade.